# جنوب شرق ألاسكا

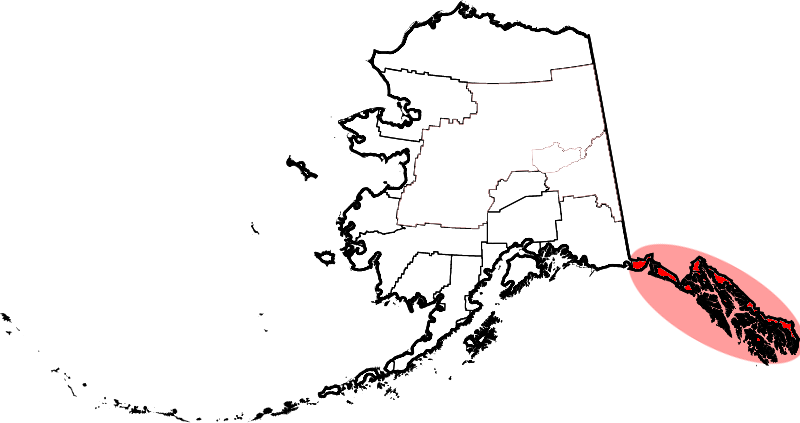
تم تحديد جنوب شرق ألاسكا على الخريطة

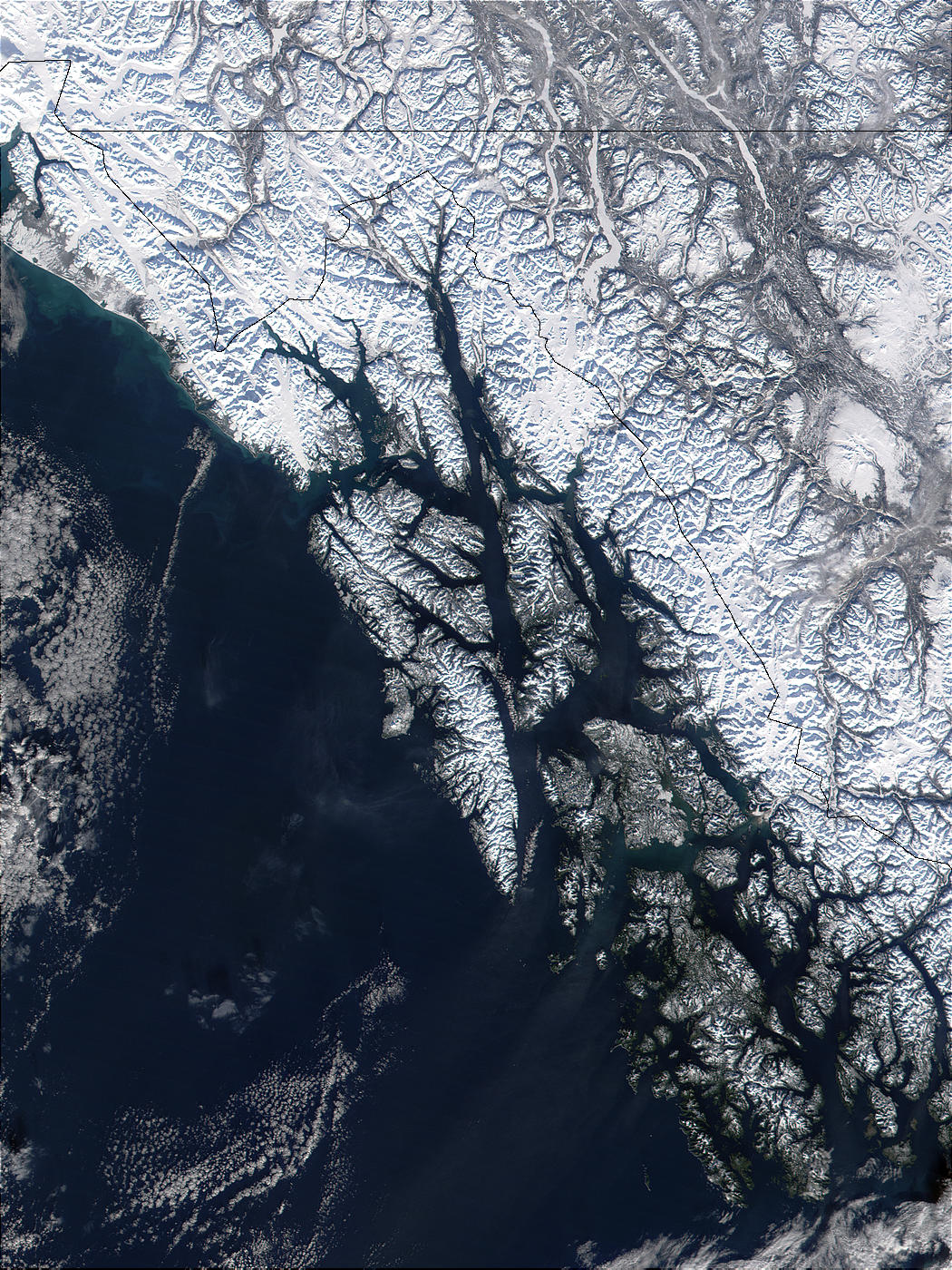
صورة فوتوغرافية لجنوب شرق ألاسكا في فبراير 2002. تمت إضافة خطوط الحدود مع يوكون وكولومبيا البريطانية بشكل مصطنع.

جنوب شرق ألاسكا غالبًا ما يتم اختصاره إلى الجنوب الشرقي، ويسمى أحيانًا بانهاندل ألاسكا، هو الجزء الجنوبي الشرقي من ولاية ألاسكا الأمريكية، ويحدها من الشرق والشمال النصف الشمالي من المقاطعة البريطانية الكندية. كولومبيا (وجزء صغير من يوكون). غالبية منطقة جنوب شرق ألاسكا هي جزء من غابة تونغاس الوطنية، أكبر غابة وطنية في الولايات المتحدة. في العديد من الأماكن، تمتد الحدود الدولية على طول قمة السلاسل الحدودية لجبال الساحل. وتشتهر المنطقة بمناظرها الطبيعية ومناخها المعتدل الممطر. أكبر المدن في المنطقة هي جونو وسيتكا وكيتشيكان. هذه المنطقة هي أيضًا موطن هايدر المدينة الواقعة في أقصى شرق ألاسكا.

## الجغرافيا
تبلغ مساحة جنوب شرق ألاسكا 35،138 ميل مربع (91،010 كيلومتر مربع)، وتضم جزءًا كبيرًا من أرخبيل ألكسندر. أكبر الجزر هي من الشمال إلى الجنوب، جزيرة تشيكاغوف، جزيرة أدميرالتي، جزيرة بارانوف، جزيرة كوبريانوف، جزيرة ريفيلاغيغيدو وجزيرة برينس أوف ويلز. تشمل المسطحات المائية الرئيسية في جنوب شرق ألاسكا خليج غلاسير، وقناة لين، ومضيق آيسي، ومضيق تشاتام، وممر ستيفنس، والمضيق الجليدي، ومضيق تشاثام، ومضيق فريدريك، ومضيق سومنر، ومضيق كلارنس.
الأرخبيل هو النهاية الشمالية للممر الداخلي، وهو ممر مائي محمي من الممرات الملتوية بين الجزر والمضايق، يبدأ في بيوجت ساوند في ولاية واشنطن. كان هذا ممرًا مهمًا للسفر لشعوب تلينجيت وهايدا وتسيمشيان الأصلية، بالإضافة إلى البواخر في عصر حمى الذهب. في العصر الحديث يعد طريقًا مهمًا لعبارات طريق ألاسكا البحري السريع وكذلك السفن السياحية.

## التركيبة السكانية

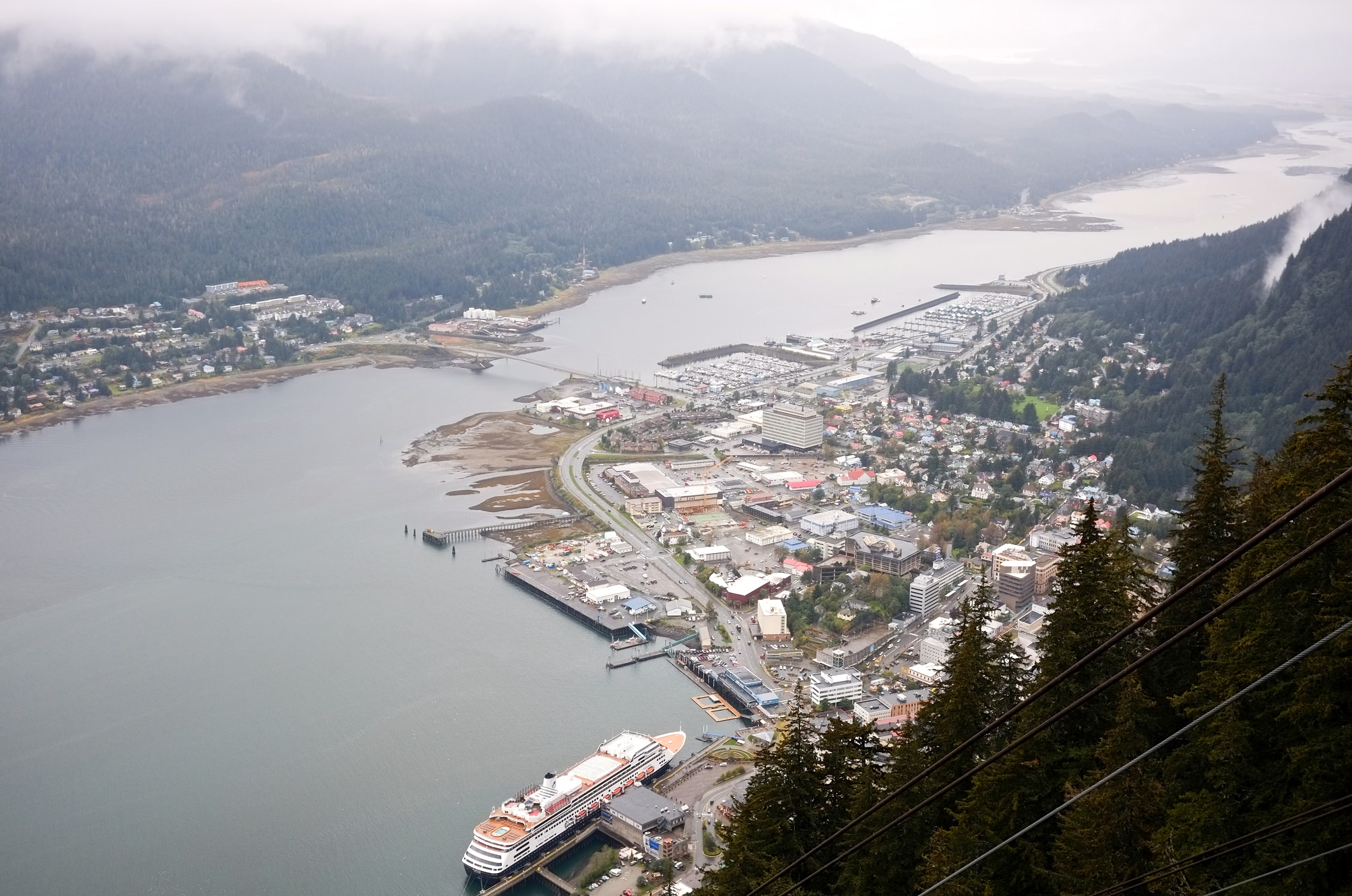
مدينة وبلدة جونو

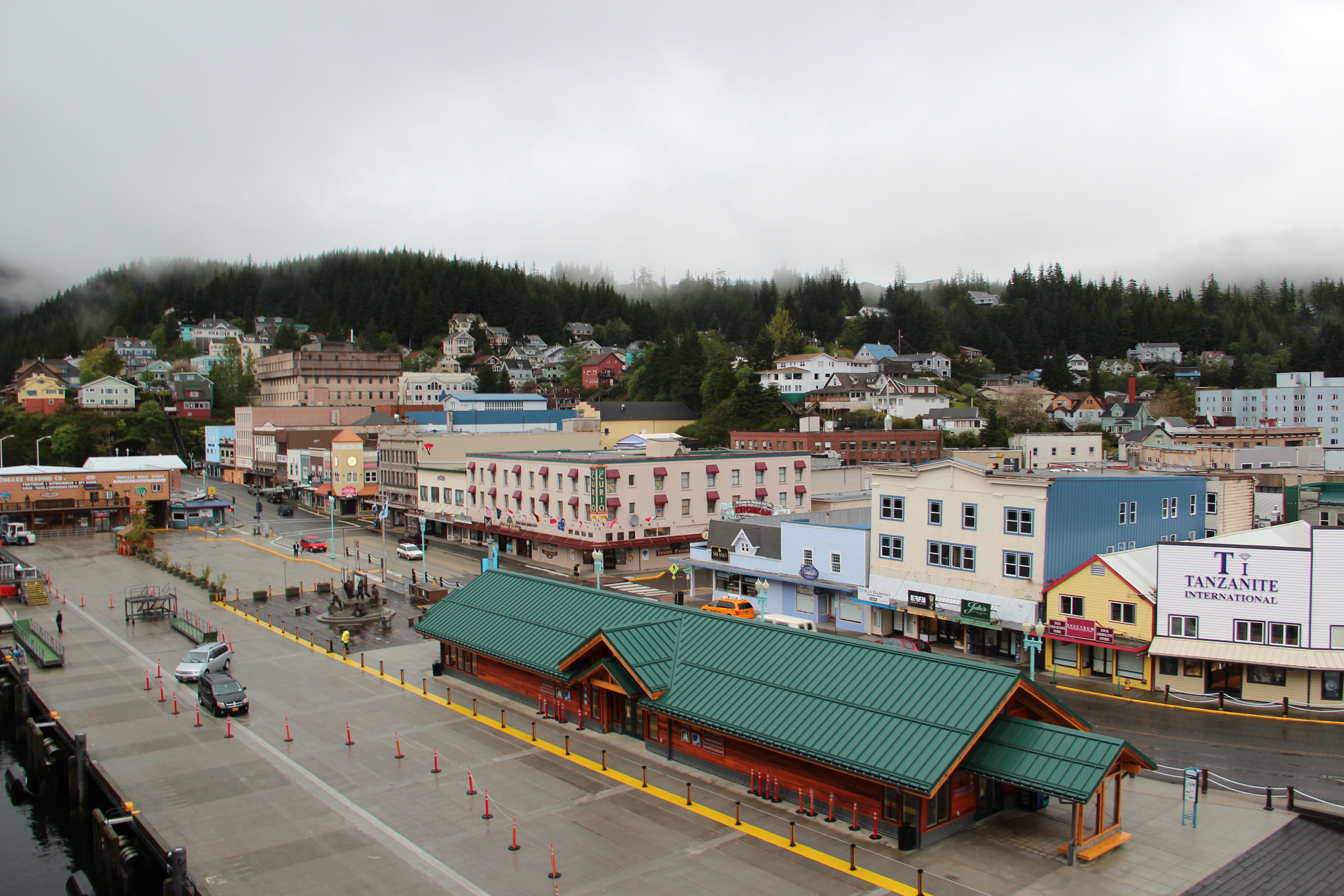
منطقة بوابة كيتشيكان ثاني أكبر منطقة من حيث عدد السكان في جنوب شرق ألاسكا

يتكون جنوب شرق ألاسكا من سبعة أحياء كاملة ومنطقتين للتعداد السكاني، بالإضافة إلى جزء من منطقة ياكوتات الواقعة شرق خط الطول 141 درجة غربًا. وعلى الرغم من أنها لا تبلغ سوى 6.14% من مساحة أراضي ألاسكا، إلا أنها أكبر من ولاية مين، وتساوي تقريبًا مساحة ولاية إنديانا. يبلغ طول ساحل جنوب شرق ألاسكا تقريبًا نفس طول الساحل الغربي لكندا.
بلغ عدد سكان جنوب شرق ألاسكا لعام 2010 (71.616) نسمة، وهو ما يمثل حوالي 10% من إجمالي سكان الولاية. وتركز حوالي 45% من سكان منطقة جنوب شرق ألاسكا في مدينة جونو، عاصمة الولاية. اعتبارًا من عام 2018، ارتفع عدد المستوطنات في جنوب شرق ألاسكا التي يبلغ عدد سكانها ما لا يقل عن 1000 شخص إلى تسعة.

## المناطق المحمية الوطنية

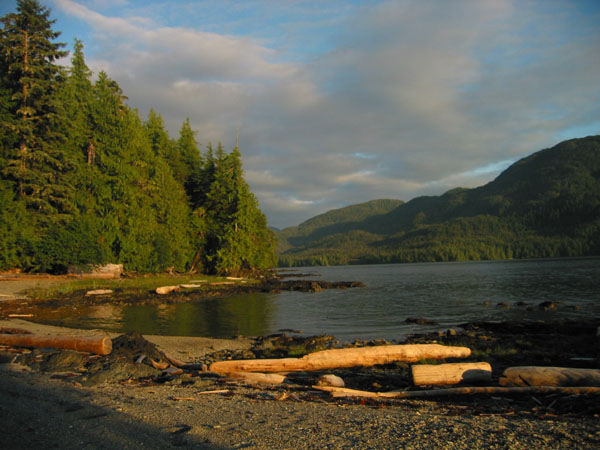
غابة تونغاس الوطنية

يشمل جنوب شرق ألاسكا غابة تونغاس الوطنية (التي تدير النصب التذكاري الوطني لجزيرة أدميرالتي والنصب التذكاري الوطني ميستي فيوردز)، وخليج ومحمية غليسر الوطنية، ومتنزه سيتكا التاريخي الوطني. يعد خليج ومحمية غليسر الوطنية سادس أكبر حديقة وطنية في الولايات المتحدة. في 20 أغسطس 1902، أنشأ الرئيس ثيودور روزفلت محمية غابات أرخبيل ألكسندر، التي شكلت قلب غابة تونغاس الوطنية التي تغطي معظم المنطقة.

## المناخ

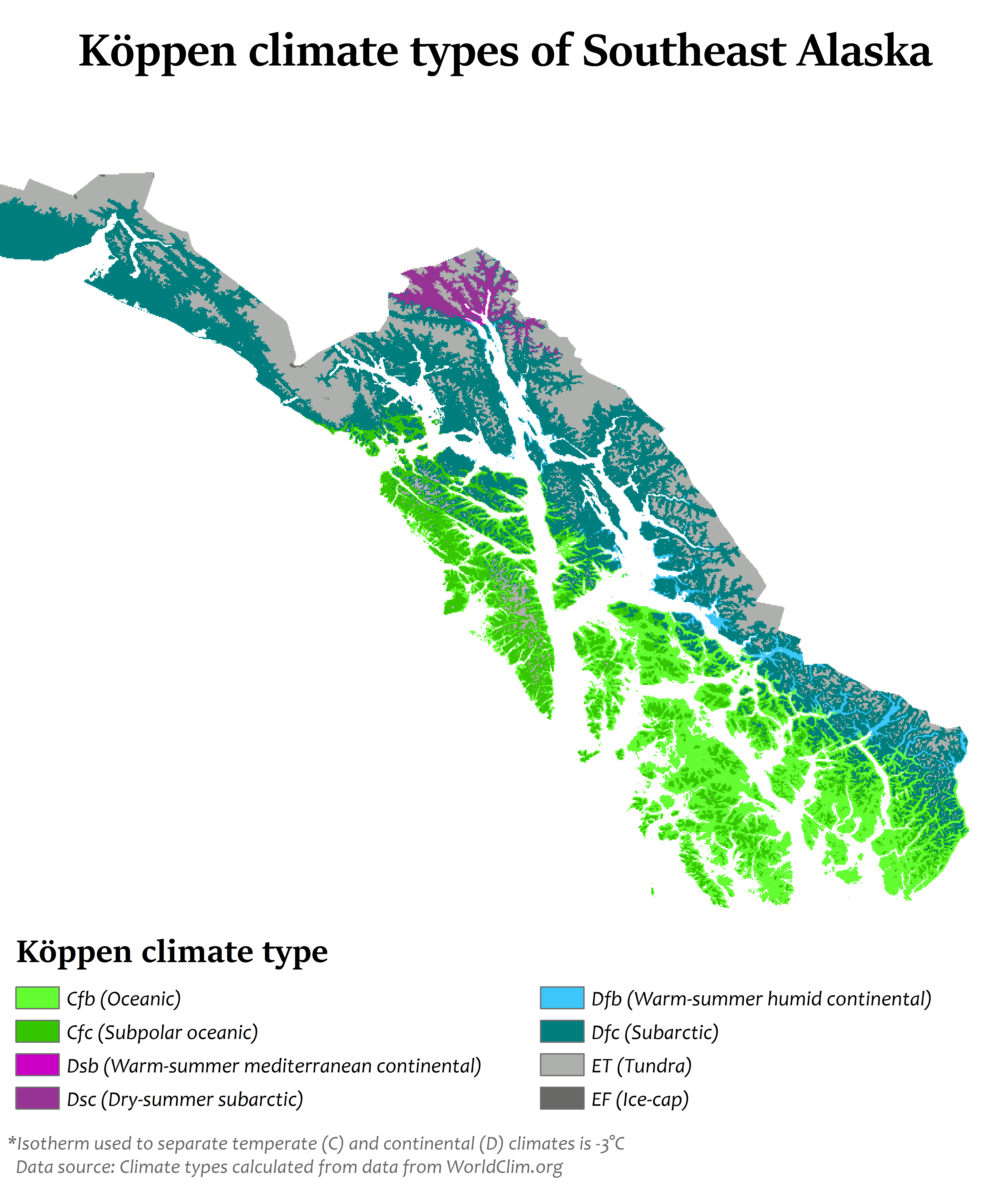
تصنيف كوبن للمناخ في جنوب شرق ألاسكا

يهيمن على مناخ جنوب شرق ألاسكا مناخ محيطي عند خطوط العرض الوسطى في الجنوب، ومناخ محيطي بحري شبه قطبي في المنطقة الوسطى حول جونو، ومناخ شبه قطبي إلى أقصى الشمال الغربي والمرتفعات الداخلية للأرخبيل. جنوب شرق ألاسكا هي أيضًا المنطقة الوحيدة في ألاسكا التي يكون فيها متوسط درجة الحرارة المرتفعة أثناء النهار أعلى من درجة التجمد خلال أشهر الشتاء، باستثناء الأجزاء الجنوبية من جزر ألوشيان مثل أونالاسكا.

## البيئة
جنوب شرق ألاسكا عبارة عن غابة ممطرة معتدلة ضمن منطقة الغابات الممطرة المعتدلة في المحيط الهادئ، كما تم تصنيفها بواسطة نظام المناطق البيئية التابع للصندوق العالمي للحياة البرية، والتي تمتد من شمال كاليفورنيا إلى مضيق لسان برينس وليام البحري. أكثر أنواع الأشجار شيوعًا هي شجرة التنوب سيتكي والشوكران الغربي.
تشمل الحياة البرية الدببة البنية والدببة السوداء ومجموعات ذئاب أرخبيل ألكسندر المستوطنة وغزلان سيتكا ذات الذيل الأسود والحيتان الحدباء والأوركا وخمسة أنواع من سمك السلمون والنسور الصلعاء والبط المهرج والسكوتر والموريليت الرخامي.
يقدم الأطلس البيئي لجنوب شرق ألاسكا، الذي نشرته أودوبون ألاسكا في عام 2016، نظرة عامة على المناظر الطبيعية في المنطقة والطيور والحياة البرية والاستخدامات البشرية وتغير المناخ والمزيد، حيث يقوم بتجميع البيانات من الوكالات ومجموعة متنوعة من المصادر الأخرى.

## الثقافة

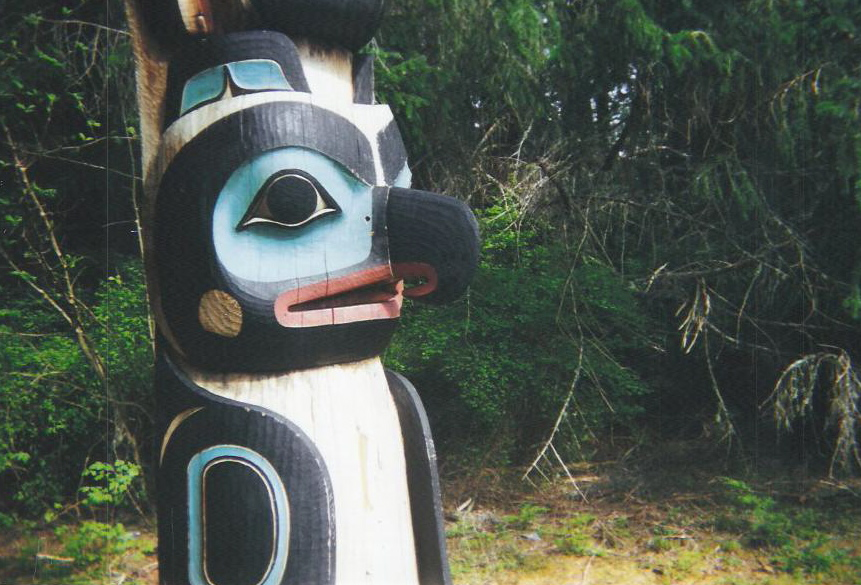
منتزه سيتكا التاريخي الوطني

هذه المنطقة هي الموطن التقليدي للتلينغيت، وموطن مستوطنة هيدا التاريخية بالإضافة إلى مستوطنة تسيمشيان الحديثة. ترتبط المنطقة ارتباطًا وثيقًا بمدينة سياتل وشمال غرب المحيط الهادئ الأمريكي اقتصاديًا وثقافيًا.

## السياحة
يزور السياح جنوب شرق ألاسكا في المقام الأول في فصل الصيف، ومعظمهم يزورون عبر السفن السياحية، والتي تنطلق من 15 أبريل إلى 30 أكتوبر. في عام 2019 زار حوالي 1.3 مليون شخص ألاسكا على متن سفينة سياحية. عادةً ما تبدأ الرحلة من الممر الداخلي المتجهة شمالًا من سياتل أو فانكوفر بكندا وتتوقف في موانئ مختلفة بما في ذلك كيتشيكان وجونو وسكاغواي. ستنتهي الرحلات ذات الاتجاه الواحد في ويتير أو سيوارد.
تبدأ رحلة بحرية بديلة في خليج ألاسكا في ويتير وتمر أيضًا عبر الممر الداخلي لجنوب شرق ألاسكا. أصبحت صناعة السفن السياحية بارزة في ستينيات القرن العشرين بعد أن قام رجل الأعمال في مجال السفن السياحية ستانلي بي ماكدونالد بإعادة توظيف سفينة نقل تدعى برينسيس بات، وأسس شركة برنسيس للرحلات البحرية للقيام برحلات بحرية ترفيهية توسعت إلى جنوب شرق ألاسكا بحلول عام 1969. تم تصوير المسلسل التلفزيوني قارب الحب على متن سفينة برينسيس وظهرت حلقاته في ألاسكا؛ كما ساعد أيضًا في نشر الرحلات البحرية بشكل عام مما ساعدها على النمو بسرعة بين عامي 1977 و1987.
قبل رحلات برينسيس البحرية، أنشأ تشاك ويست وكالة سياحة في عام 1947 تحت اسم جولات القطب الشمالي ألاسكا والتي أعيدت تسميتها إلى ويستورس، والتي كانت في الأصل تنظم رحلات للمسافرين على متن السفن البخارية.

## التاريخ
كانت الحدود بين ألاسكا ومقاطعة كولومبيا البريطانية الكندية موضوع نزاع حدود ألاسكا، حيث طالبت الولايات المتحدة والمملكة المتحدة بخطوط حدودية مختلفة في منطقة ألاسكا. وبينما كانت وزارة الخارجية البريطانية تؤيد الحجة الكندية، أدى هذا الحدث إلى ما كان يُعتقد أنه خيانة، مما أدى إلى عزل البريطانيين عن دولة كندا الجديدة.

## المواصلات
نظرًا للطبيعة الجبلية الوعرة للغاية لجنوب شرق ألاسكا، فإن جميع المجتمعات تقريبًا (باستثناء هايدر وسكاغواي وهاينز) ليس لديها وصلات طرق خارج مناطقها المحلية، لذلك تعد الطائرات والقوارب هي وسائل النقل الرئيسية. يمر طريق ألاسكا البحري السريع عبر هذه المنطقة.

### النقل الجوي
تعد خطوط ألاسكا الجوية أكبر شركة طيران في المنطقة على الإطلاق، حيث يعمل مطار جونو الدولي في جونو كمحور جوي لجميع جنوب شرق ألاسكا ومطار كيتشيكان الدولي بمثابة مركز ثانوي لجنوب شرق ألاسكا. تخدم خطوط طيران الأدغال وسيارات الأجرة الجوية في ألاسكا العديد من المجتمعات والقرى الصغيرة والأكثر عزلة في المناطق. لا يمكن الوصول إلى العديد من المجتمعات عن طريق الجو إلا بالطائرة العائمة، حيث غالبًا ما يكون من الصعب بناء مدارج مناسبة على منحدرات الجزيرة شديدة الانحدار.

### النقل البحري
يخدم جنوب شرق ألاسكا في المقام الأول طريق ألاسكا البحري السريع الذي تديره الدولة، والذي يربط سكاغواي وهينز وهونا وجونو وسيتكا وبطرسبورغ ورانجيل وكيتشيكان والمجتمعات النائية الأخرى مع برنس روبرت، كولومبيا البريطانية وبيلينغهام واشنطن؛ وثانيًا من قبل هيئة العبارات بين الجزر ومقرها جزيرة أدميرالتي، والتي توفر خدمة الركاب والعبّارات الآلية الوحيدة المجدولة إلى الجزيرة. تم إنشاء هيئة جديدة، وهي هيئة عبارات جزر الغابات الممطرة، وفي عام 2014 ربما تقوم بتشغيل طريق نورث إند.

## روابط خارجية
- The regional economy of southeast Alaska: final report, 2007 / prepared for Alaska Conservation Foundation; prepared by Steve Colt, Darcy Dugan, Ginny Fay (EcoSystems). Hosted by Alaska State Publications Program.
- Southeast Alaska energy export study: final report, 2006 / prepared for The Southeast Conference; by D. Hittle & Associates, Inc., in association with Commonwealth Associates, Inc. Hosted by the Alaska State Publications Program.
- Swan - Tyee intertie economic analysis, 2006 / prepared for the Four Dam Pool Power Agency; prepared by Commonwealth Associates, Inc. Hosted by Alaska State Publications Program.
- The Economic Impacts of the Alaska Marine Highway System, January 2016 / Prepared for Alaska Marine Highway System; Prepared by McDowell Group